# March CG891
O CG891 é o modelo da March da temporada de 1989 da F1. 
Foi guiado por Ivan Capelli e Mauricio Gugelmin.
http://b.f1-facts.com/ul/a/4294